# Kelermesské mohyly
Kelermesské mohyly se nacházejí poblíž obce Kelermesskaja v Giaginském rajónu Adygejské republiky Ruské federace. Byly v nich objeveny bohaté meotské pohřby pocházející ze 7. až 5. století před naším letopočtem.
Částečně je studoval Nikolaj Veselovskij (rusky Николай Иванович Веселовский), v letech 1903-1904. V důsledku vykopávek objevil pod mohylami velké obdélníkové hroby s dřevěnými stanovými střechami na pilířích. V hrobech byly nalezeny zbraně zdobené ve stylu zvířat, nádobí a zbytky koní. Některé z objevených exponátů jsou v Ermitáži. Kult koně byl jasně demonstrován přítomností ostatků (koster) 24 obětovaných koní, s bohatými uzdečkami. Pohřeb dále obsahoval bronzové dekorace z pohřebního vozu, zbraně, zlaté diadémy a poháry, stříbrný ryton a zrcadlo.